# Entephria flavicinctata
Entephria flavicinctata là một loài bướm đêm thuộc họ Geometridae. Nó được tìm thấy ở các vùng núi châu Âu và Cận Đông.
Sải cánh dài 27–39 mm. Con trưởng thành bay từ tháng 6 đến tháng 8 và đôi khi cũng vào tháng 5.
Ấu trùng ăn các loài Saxifraga và Sedum. Loài này có lẽ qua mùa đông trong giai đoạn ấu trùng.

## Phụ loài
- Entephria flavicinctata flavicinctata (Europe)
- Entephria flavicinctata corsaria Schawerda, 1928
- Entephria flavicinctata elbrusensis Tikhonov, 1994 (miền bắc Caucasus, Dagestan)
- Entephria flavicinctata ruficinctata Guenee, 1858
- Entephria flavicinctata septentrionalis Warnecke, 1934 (Fennoscandia)
- Entephria flavicinctata veletaria Wehrli, 1926

## Hình ảnh

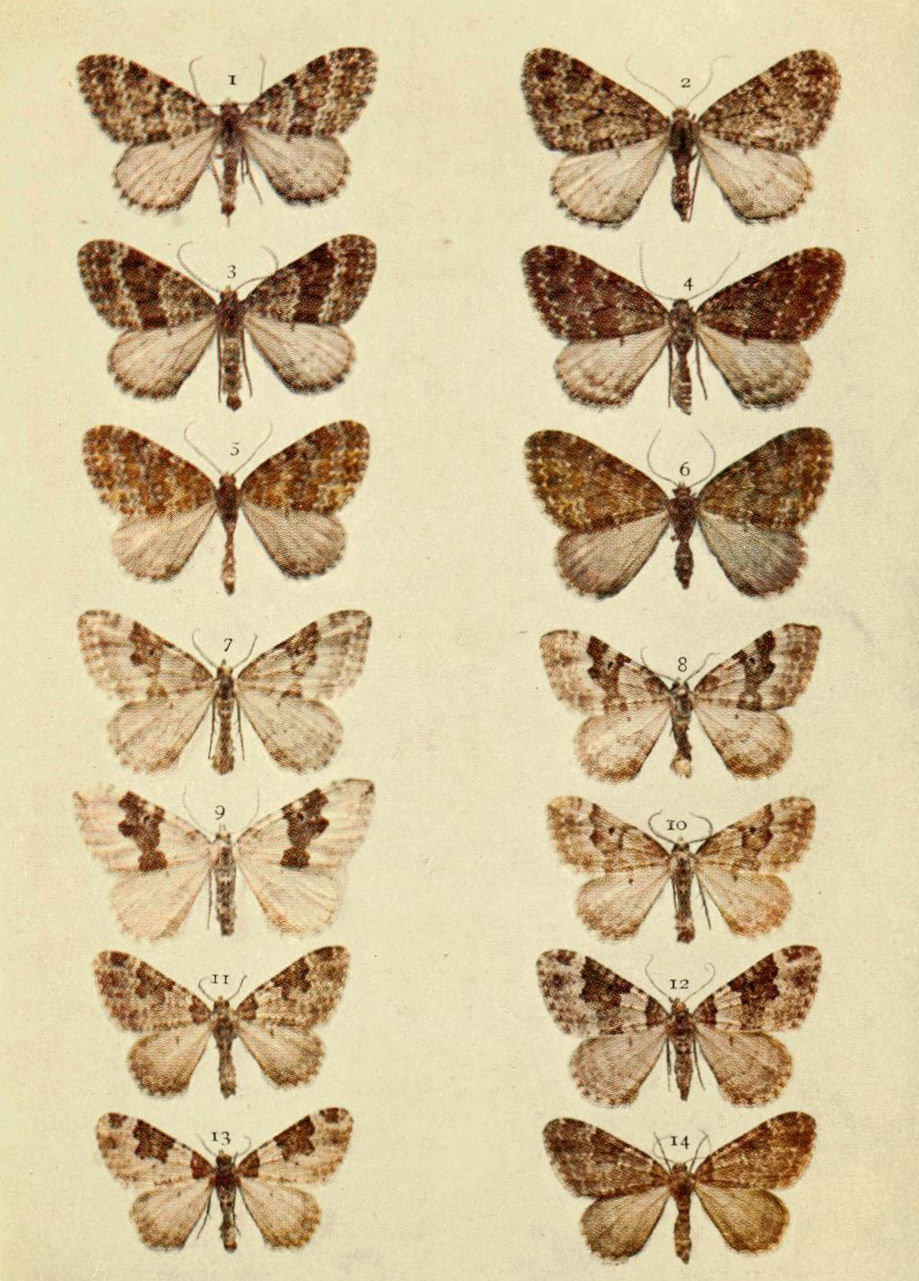